# Agaraeus distans
Agaraeus distans là một loài bướm đêm trong họ Geometridae.